# 細川義春
細川 義春（ほそかわ よしはる）は、室町時代後期から戦国時代にかけての武将・守護大名。阿波国守護。細川阿波守護家7代・備中守護家5代当主。

## 生涯
応仁2年（1468年）、阿波守護・細川成之の次男として誕生。
当初は同族である備中国守護・細川勝久の養子となった際、1字（「勝」の字）を受けて之勝（ゆきかつ）と名乗っていたが、実家に戻ってからは10代将軍・足利義材（のちの義稙）より偏諱（「義」の字）を賜って義春（「春」は初代当主・詮春の1字に由来）に改名している。
文明11年（1479年）、義春は軍勢を率いて伊予国に侵攻し、守護の河野氏と戦ったが敗退しているなど、兄・政之に比べ武功には恵まれなかったようである。
長享2年（1488年）、父の跡を継いでいた兄・政之が早世したため、急遽阿波に戻って家督を相続し、同国の守護となった。
義春は細川氏の嫡流である京兆家当主の管領・細川政元の対抗馬として、義材から大変重用されていた。例えば、延徳3年（1491年）6月に義材から将軍家通字の「義」を与えられ、「之勝」から「義春」へと改名した。細川氏が偏諱として与えられていたのは下の字であり、阿波細川氏はもとより、京兆家の当主ですらこれまで「義」の字を名乗ることは許されていなかったのを踏まえると、これは異例の殊遇であった。また、義材は三条御所から一条油小路にあった義春の邸宅に居を移しているが、これは義春にとって大変名誉なことであり、周囲からは「千秋万歳」と祝福された。そのため、義春と政元は対立し、これが明応の政変の一因になったとする説もある。
明応3年（1494年）、義春は山城守護を望んで、守護に任ぜられた伊勢貞陸と争い、また山城在地の国人衆（山城国一揆）を味方につけて貞陸を追い落とそうとした。だが、京兆家の政元はこれを認めず、激怒した義春は同年11月28日に突如として京都を出て、阿波に帰国した。ただし、それから1か月足らずで病没しているため、健康悪化による可能性もある。
明応3年12月21日、兄と同じように父に先立って阿波にて死去。享年27。

## 死後
阿波守護は長男の之持が継ぎ、次男の六郎（後の澄元）は細川政元の養子となった。なお、義春が当初継ぐ予定であった備中守護家は細川一族・野州家の細川政春が継ぎ、その子高国も澄元と同様に政元の養子になっている。後に両者は京兆家の家督を巡って骨肉の同族争いを繰り広げることとなる（詳細は永正の錯乱を参照）。
また、義春は三好之長ら阿波在地の国人衆を登用して、京兆家から阿波国へ派遣されていた内衆（京兆家直属の被官）に対抗しようとした。このことが、細川政権内部に深刻な亀裂（京兆家対阿波細川家）を生み、後に政元と澄元との養子縁組を行って両細川家の関係改善を図る動きが発生したとする見方がある。

## 系譜
- 父：細川成之（1434-1511）
- 母：不詳
- 養父：細川勝久
- 室：不詳
  - 長男：細川之持（1486-1512/33）
  - 男子：細川澄元（1489-1520） - 細川政元の養子
  - 女子：細川政賢室